# Erwin Wittstock

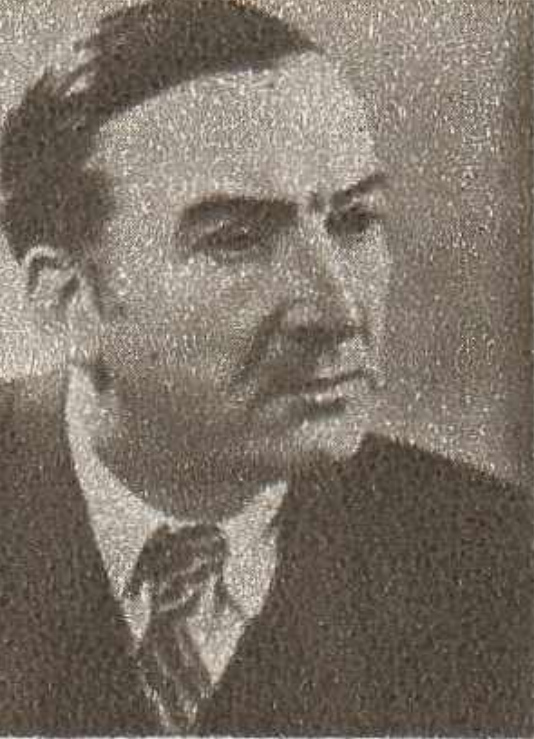
Erwin Wittstock

Erwin Wittstock (* 25. Februar 1899 in Hermannstadt, Österreich-Ungarn, Königreich Ungarn; † 27. Dezember 1962 in Brașov, Volksrepublik Rumänien) war ein deutschsprachiger Schriftsteller aus Rumänien.

## Leben
Erwin Wittstock gehörte der deutschsprachigen Minderheit der Siebenbürger Sachsen an. Er war der Sohn des Pfarrers Oskar Wittstock. Wittstock besuchte Gymnasien in Schäßburg und Mediasch. Nachdem er die Reifeprüfung abgelegt hatte, nahm er im Ersten Weltkrieg als Freiwilliger einer ungarischen Artillerieeinheit der österreichisch-ungarischen Armee an Kämpfen in Italien teil. Von 1919 bis 1922 studierte er Rechtswissenschaft an der Universität Klausenburg. Er schloss dieses Studium mit dem Lizenziatsgrad ab und war danach bis 1936 als Magistratsbeamter bei der Stadtverwaltung in Hermannstadt tätig. Daneben veröffentlichte er erste literarische Werke. Von 1936 bis 1944 lebte er als freier Schriftsteller in Hermannstadt, Berlin und in dem böhmischen Ort Hammer am See. Nach dem Ende des Zweiten Weltkriegs war Wittstock als Lehrer und ab 1957 als Rechtsanwalt in Hermannstadt und Kronstadt tätig, danach wieder freier Schriftsteller. Erwin Wittstock ist der Vater des Schriftstellers Joachim Wittstock (* 1939) sowie des Politikers und Journalisten Wolfgang Wittstock (* 1948).
Erwin Wittstocks Werk umfasst überwiegend Romane und Erzählungen. Während er in seinen frühen Erzählungen persönliche Erfahrungen aus Schulzeit und Kriegsdienst verarbeitete, näherte sich Wittstock in den erzählerischen Werken der 1930er und 1940er Jahre der volksdeutschen Ideologie an.
Folgerichtig ließ er sich von der NS-Kulturpolitik für deren Zwecke vereinnahmen. Der mit 2.000 Reichsmark dotierten Verleihung des Volksdeutschen Schrifttumspreises der Stadt Stuttgart am 9. Mai (Friedrich Schillers Todestag) 1936 folgte anlässlich der 550-Jahr-Feier der Universität Heidelberg im Juni desselben Jahres die Verleihung der Ehrendoktorwürde. Danach fanden Wittstocks Person und Werk verstärkt Beachtung in einschlägigen NS-Publikationen und er bekam zunehmend Gelegenheit zu Lesungen auch im Rundfunk. Als Wittstock im Frühjahr 1941 wegen der zunehmenden Luftangriffe auf Berlin seinen Wohnsitz nach Hammer am See verlegte, besuchte ihn dort Gauleiter Konrad Henlein, um ihn „im Sudetengau zu begrüßen und in das Haus einzuführen, in dem er auf Einladung des Gauleiters künftig wohnen wird.“
Nach 1945 vollzog Wittstock einen erneuten ideologischen Schwenk und widmete sich nunmehr verstärkt sozialen Themen; dies hatte zur Folge, dass seine Werke außerhalb Rumäniens vorwiegend in DDR-Verlagen erschienen.
Erwin Wittstock war seit 1950 Mitglied des Rumänischen Schriftstellerverbandes.

## Werke
- Jesus vor dem hohen Rat. Eine rechtsgeschichtliche Untersuchung. Verlag Drotleff, Hermannstadt 1926, DNB 578402971 (32 S.).
- Zineborn. Geschichten aus Siebenbürgen. Krafft & Drotleff, Hermannstadt 1927, DNB 578403013 (191 S.).
- Die Liquidierung des sächsischen Nationalvermögens und die Enteignung der Sieben-Richter-Waldungen. Markusdruckerei, Schäßburg 1931, DNB 57840298X (175 S.).
- Entwurf zu einem Organisationsstatut der sächsischen Volksgemeinschaft. Markusdruckerei, Schäßburg 1933, DNB 578402890 (34 S.).
- Bruder, nimm die Brüder mit. Roman. Langen Müller Verlag, München 1933, DNB 578402882 (433 S.).
- Die Freundschaft von Kockelburg. Erlebnisse der Sieben. Langen Müller Verlag, München 1935, DNB 578402912 (268 S.).
- Station Onefreit. Herz an der Grenze. Zwei Erzählungen (= Die kleine Bücherei. Nr. 72). Langen Müller Verlag, München 1936, DNB 363102159 (59 S.).
- Miesken und Riesken. Erzählung (= Die kleine Bücherei. Nr. 83). Langen Müller Verlag, München 1937, DNB 363102159 (54 S.).
- Das Begräbnis der Maio. Novelle (= Reclams Universal-Bibliothek. Nr. 7375). Reclam Verlag, Leipzig 1937, DNB 363102116 (71 S.).
- … abends Gäste … Gestalten und Geschichten. Langen Müller Verlag, München 1938, DNB 57840284X (316 S.).
- Der Hochzeitsschmuck. Erzählung. Langen Müller Verlag, München 1941, DNB 578402947 (139 S.).
- Wäschetrick und Friedenspfeife. Die Eibe. Verlag Volk und Reich, Prag/Amsterdam/Berlin u. a. 1944, DNB 578403005 (62 S.).
- Die Schiffbrüchigen. Novelle. Hoffmann und Campe, Hamburg 1949, DNB 455726280 (126 S.).
- Königsboden. Erzählungen. Stiasny-Verlag, Graz/Wien 1952, DNB 576937630 (548 S.).
- Die Töpfer von Agnethendorf. Schauspiel in drei Aufzügen. ESPLA, Bukarest 1954, DNB 57693769X (205 S.).
- Siebenbürgische Novellen und Erzählungen. Eine Auswahl. Einleitung von Paul Langfelder. ESPLA, Bukarest 1955, DNB 576937649 (221 S.).
- Freunde. Erzählungen. Ed. Tineretului, Bukarest 1956, DNB 576937673 (187 S.).
- Die Begegnung. Drei Novellen. ESPLA, Bukarest 1957, DNB 576937665 (233 S.).
- Einkehr. Novellen und Erzählungen (= Die Perlenkette. Band 30). Union Verlag, Ost-Berlin 1958, DNB 455726213 (214 S.).
- Der Viehmarkt von Wängertsthuel. Union Verlag, Ost-Berlin 1958, DNB 455726302 (130 S.).
- Der verlorene Freund. Erzählungen. Verlag Neues Leben, Ost-Berlin 1958, DNB 455726221 (165 S.).
- Der Hochzeitsschmuck und andere Erzählungen. Union Verlag, Ost-Berlin 1962, DNB 455726272 (255 S.).

### Postume Veröffentlichungen
- Der Sohn des Kutschers und andere Erzählungen. Literaturverlag, Bukarest 1964, DNB 455726299 (189 S.).
- Die Freundschaft von Kockelburg und andere Erzählungen. Union Verlag, Ost-Berlin 1965, DNB 455726248 (290 S.).
- Der falsche Malsavier. Erzählungen. Nachwort von Joachim Wittstock. Kriterion-Verlag, Bukarest 1970, DNB 576937681 (192 S.).
- Ein Ausflug mit Onkel Flieha. Illustrationen von Renate Mildner-Müller. Union Verlag, Ost-Berlin 1971, DNB 740342185 (42 S.).
- Das jüngste Gericht in Altbirk. Roman. Nachwort von Joachim Wittstock. Union Verlag, Ost-Berlin 1972, DNB 740000624 (362 S.).
- Der Hund und der Fuchs und andere Geschichten. Kriterion-Verlag, Bukarest 1988, DNB 891241515 (31 S.).
- Das letzte Fest. Roman, Erzählungen. Hrsg.: Joachim Wittstock. Kriterion-Verlag, Bukarest 1991, ISBN 973-26-0182-5 (439 S.).
- Januar '45 oder Die höhere Pflicht. Roman. ADZ Verlag, Bukarest 1998, ISBN 973-98319-3-4 (formal falsch) (357 S.).
- Einkehr. Prosa aus Siebenbürgen. Vorwort von Stefan Sienerth. Hrsg.: Joachim Wittstock. Südostdeutsches Kulturwerk, München 1999, ISBN 3-88356-136-3 (383 S.).

## Herausgeberschaft
- Siebenbürgische Novellen und Erzählungen, Bukarest 1955